# Ian McColl (footballeur)
Cet article concerne le footballeur. Pour l'homme politique, voir Ian McColl (homme politique).
Pour les articles homonymes, voir McColl.
John Miller McColl dit Ian McColl, né le 7 juin 1927 à Alexandria et mort le 25 octobre 2008, est un footballeur international écossais. Il fait partie du Rangers FC Hall of Fame.

## Biographie
Il commence sa carrière avec le Queen's Park FC et rejoint rapidement les Glasgow Rangers au sein duquel il participe à plus de 500 rencontres toutes compétitions confondues. Champion d'Écosse à six reprises, cinq fois vainqueur de la Coupe d'Écosse et deux fois de la Coupe de la Ligue, il participe également à la première campagne des Rangers dans une coupe d'Europe, battus par l'OGC Nice lors du premier tour de la Coupe des clubs champions 1956-1957.
Sélectionné à quatorze reprises en équipe d'Écosse, McColl en devient le sélectionneur en 1960, jusqu'en 1965. Durant ces cinq années, il remporte 17 des 28 matchs joués par la sélection et remporte deux British Home Championship, en 1962 et 1963. Après la sélection écossaise, il rejoint le Sunderland AFC et entraîne les Black Cats pendant trois saisons.

## Palmarès
- Champion d'Écosse en 1947, 1949, 1950, 1953, 1956, 1957 et 1959 avec les Glasgow Rangers
- Vainqueur de la Coupe de la Ligue en 1947 et 1949 avec les Glasgow Rangers
- Vainqueur de la Coupe d'Écosse en 1949, 1950, 1953 et 1960 avec les Glasgow Rangers